# Амадаблам
Амадаблам (Ама-Даблам) — вершина в Гималаях (Непал), расположенная в регионе Кхумбу, на территории национального парка Сагарматха. Высота главного пика — 6814 м, нижнего пика — 5563 м. Несмотря на относительно небольшую высоту, общеизвестна благодаря характерной форме. Считается одной из красивейших вершин в окрестностях Эвереста. 

## Этимология
«Ама» — означает мать или бабушка, а «даблам» — специальная подвеска, в которой старые женщины-шерпы носят драгоценные вещи. На горе есть висячий ледник, который напоминает даблам, а расходящиеся в стороны гребни горы представляются как материнские руки, разведённые для объятия.

## Восхождения
Впервые был покорён 13 марта 1961 года Майком Гиллом (Новая Зеландия), Барри Бишопом (США), Майком Уордом (Великобритания) и Уолли Романесом (Новая Зеландия) через юго-западную часть хребта. Они были хорошо акклиматизированы, перезимовав на высоте 5800 метров у основания пика в рамках научной экспедиции Силвер Хат 1960-61 под руководством Эдмунда Хиллари.
4 ноября 2017 года Валерием Розовым был совершён первый в истории бейс-прыжок с парашютом с Амадаблама. 11 ноября 2017 года при попытке повторного прыжка в результате сильного встречного ветра на 30 метров ниже точки прыжка Валерий Розов погиб.

## В культуре
Амадаблам изображён на некоторых банкнотах непальской рупии.
Изображение пика Амадаблам присутствует на этикетке бутилированной водопроводной воды Aqua Minerale (Аква Минерале) компании PepsiCo, а также включено в изображение самого товарного знака.
Амадаблам первоначально использовался Invesco Perpetual в качестве логотипа для Великобритании. Впоследствии он был принят всей INVESCO group.
Apple, включила изображение Амадаблама, фотографа Ника Мика, в набор обоев к мобильной операционной системе iOS 7, выпущенной 18 сентября 2013 года.

## Галерея

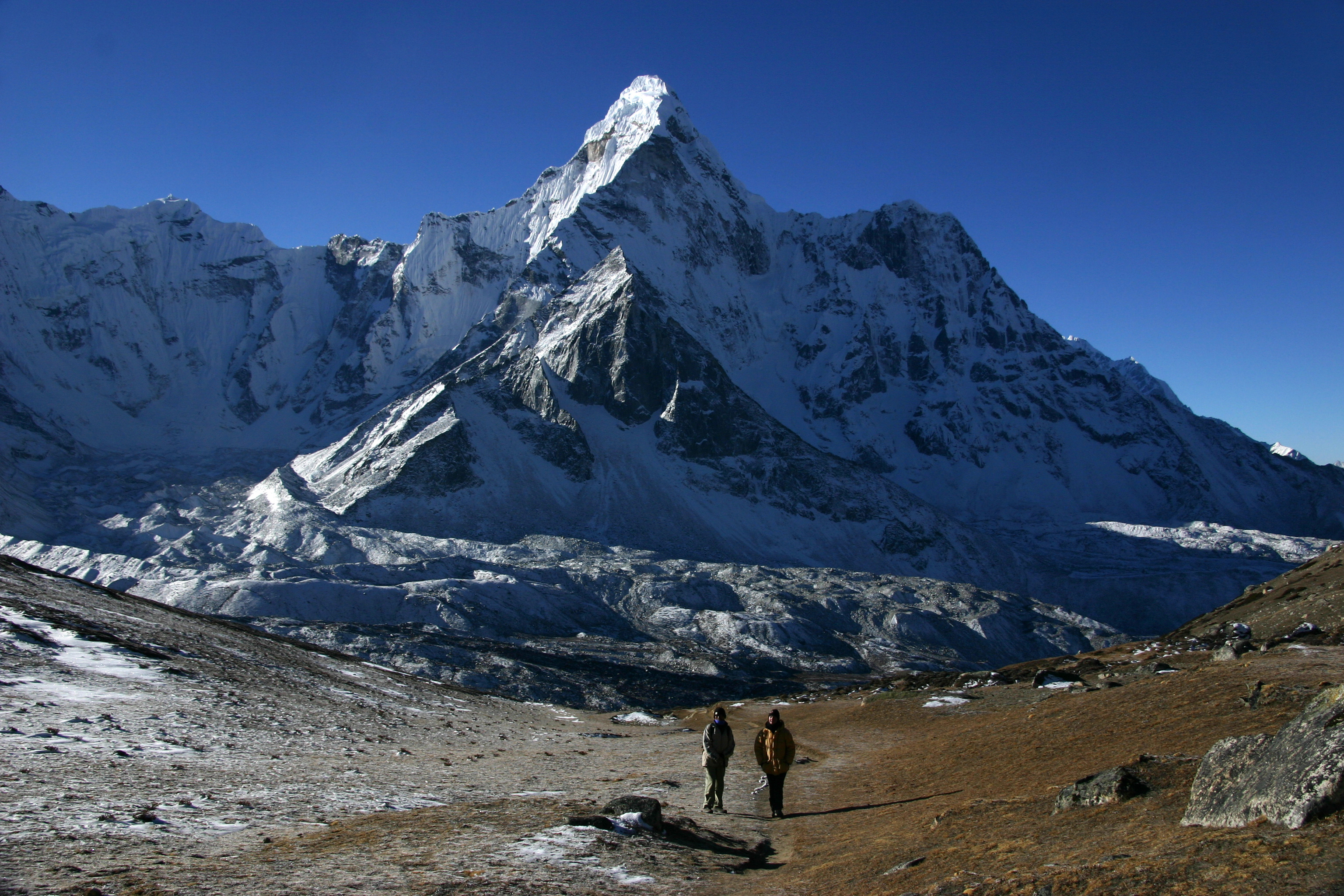
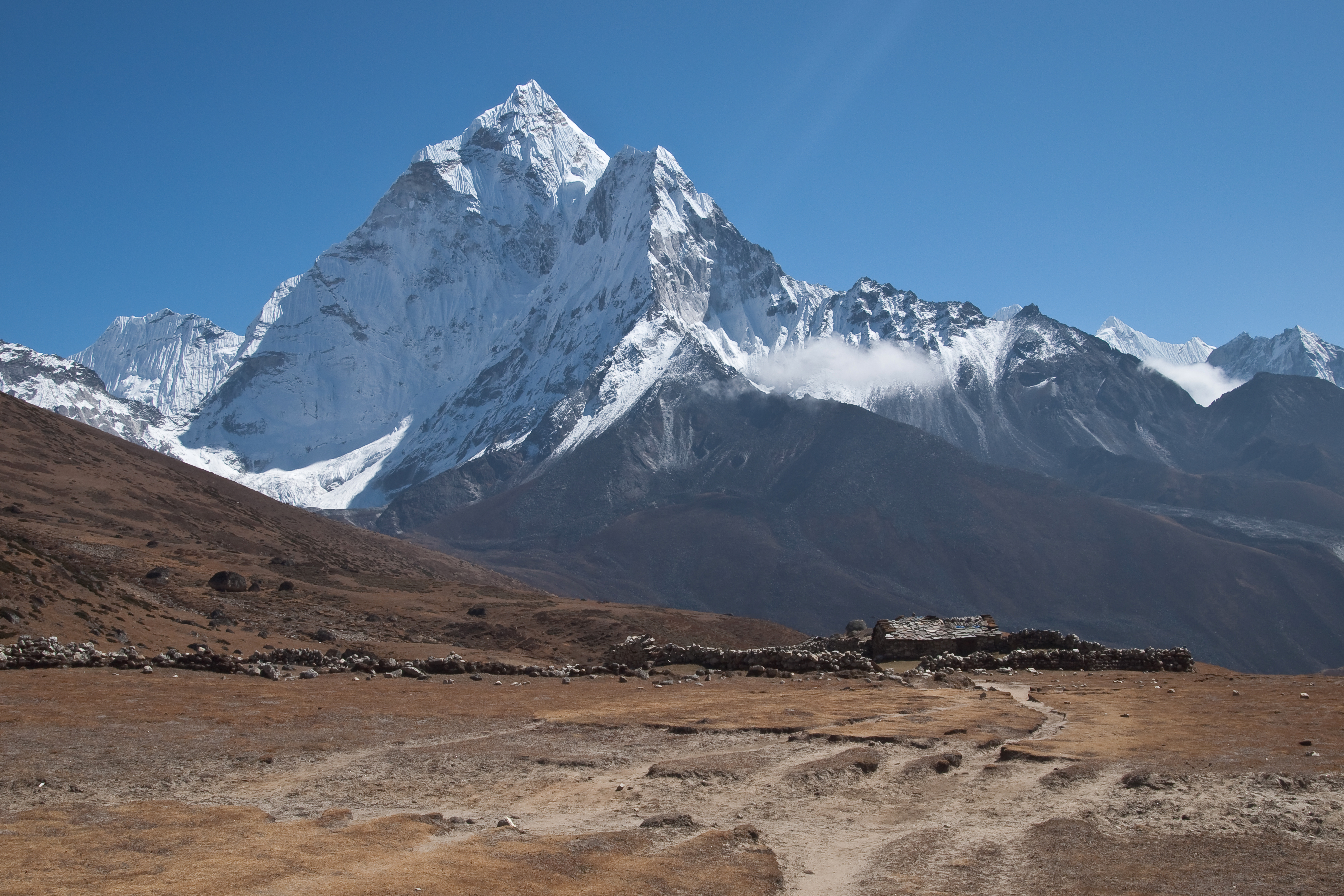
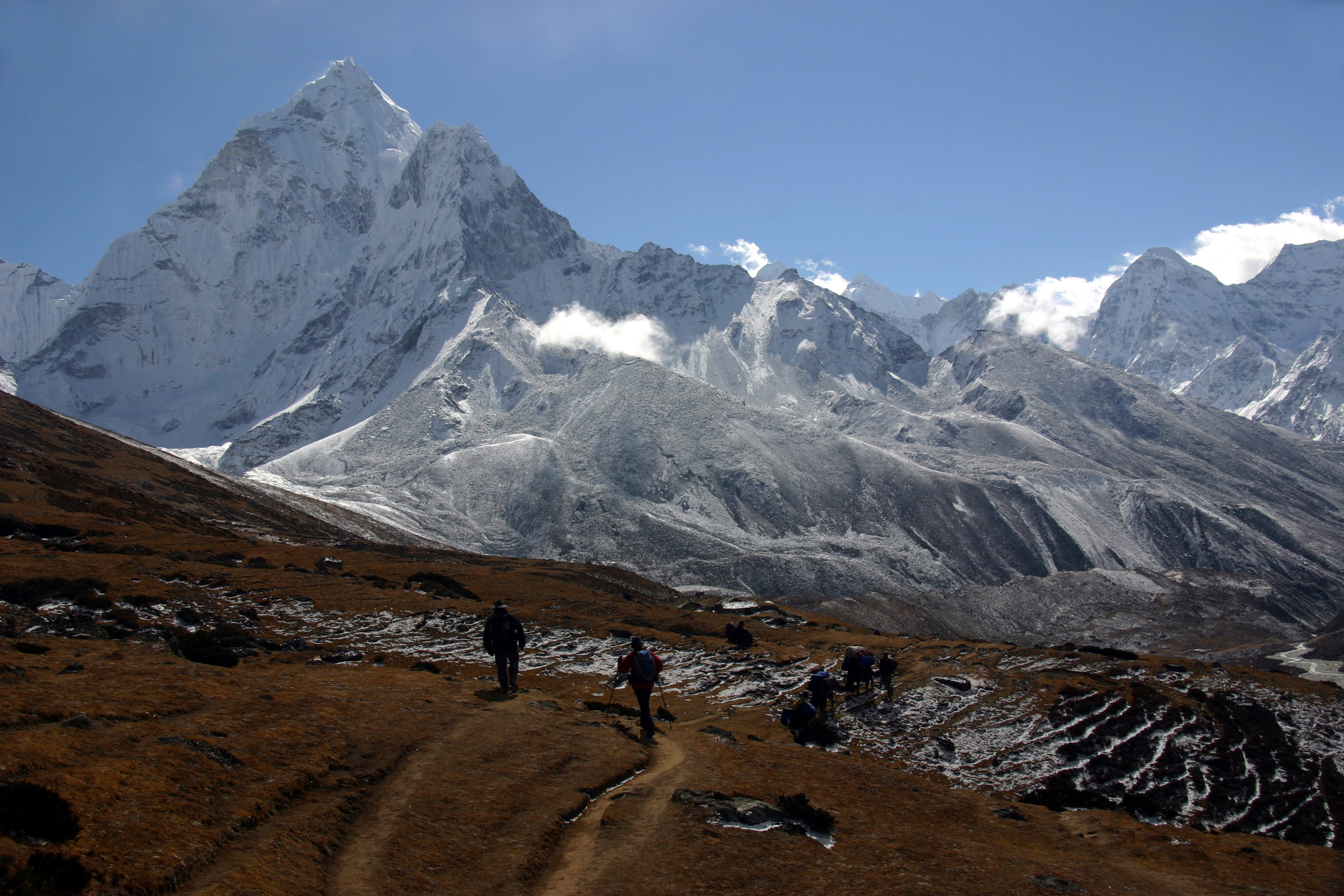
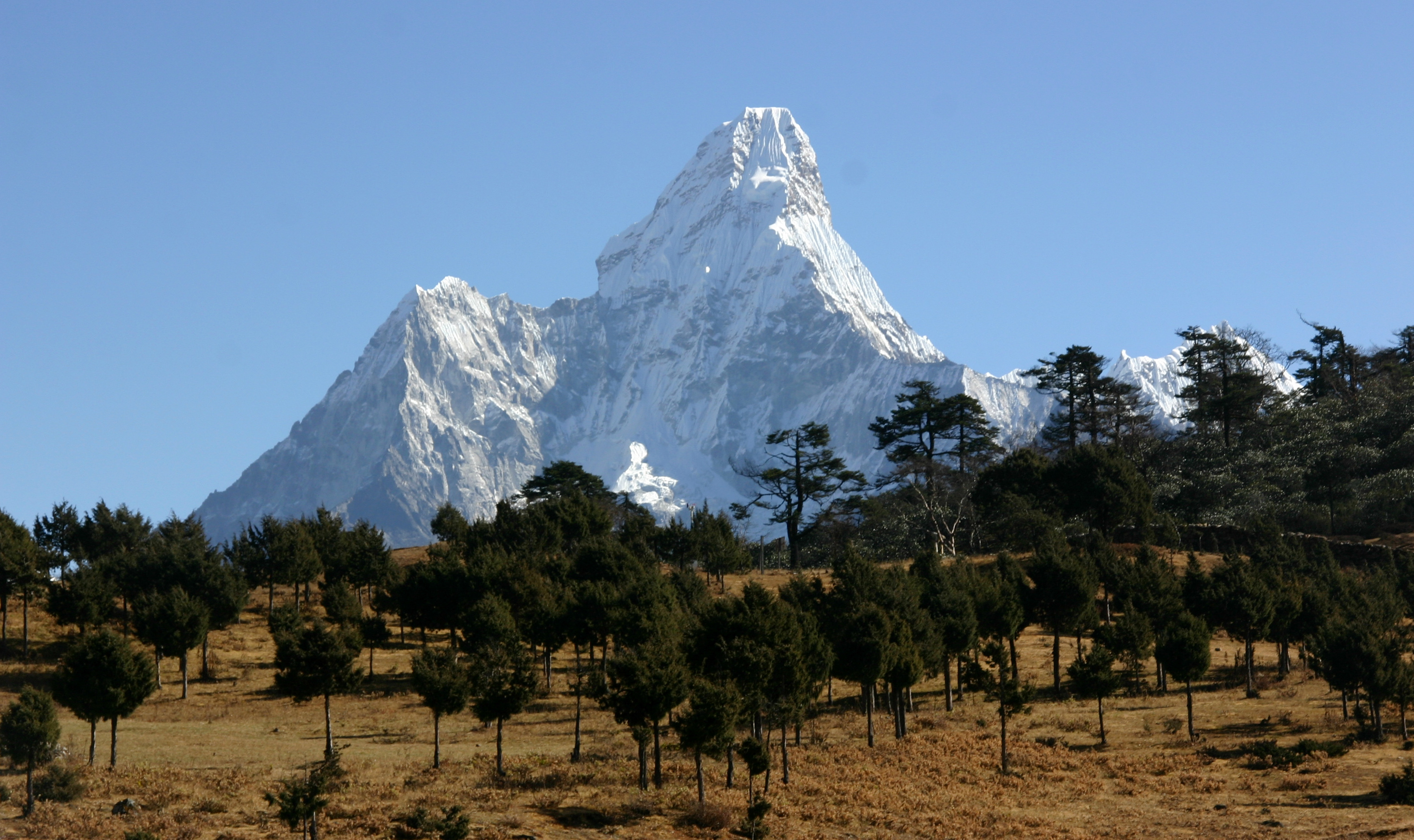